# Циганин, али најлепши (роман)
Циганин, али најлепши је трећи, криминалистички роман хрватског аутора Кристијана Новака, објављен 2016. године.

## Радња
Циганин, али најлепши је строго жанровски гледано кримић, с енигмом, бруталним убиствима непознатих – јер лешеве без лица тешко је идентификовати – и истрагом, и леп показатељ да се ствари не смеју строго гледати, ни судити.
Циганин, ал најлепши је у основи криминалистички роман, ипак он је према снажним и опсежно написаним унутрашњим рефлексијама ликова, психолошки и роман детињства, натуралистички роман са љубавном причом, али и много тога другог што га чини веома актуелним.
Циганина, ал најлепшег је препричало, прецизније казало, јер углавном читамо крње транскрипте, чак четворо приповедача: Милена, средовечна повратница у родни Саболшчак, Нузат, Курд из Мосула на путу за Кале, Сандокан зван Санди, Циганин из Букова Дола, и Планчић, ПР из Полицијске управе загребачке.

## Радња романа
Радња романа се одвија кроз приче четири различита и на први утисак неповезана лика. Место где се одвија радња је хрватско Међумурје, те је део дијалога написан на међумурском кајкавском дијалекту, које помаже упознавању менталитета ликова и чини роман живописнијим.
Осим Милене која се после неуспешног брака враћа у родно место Саболшчак, упознајемо и Сандија, који живи у оближњем ромском насељу Буков Дол. Романтична веза која се развија између њих не наилази на одобравање становника ова два места, и све наводи на очекивани резултат лоших односа. Ипак крај романа нуди другачији исход од очекиваног, што овај роман чини напетим и занимљивим.
Аутор је врло детаљно и потресно описао одрастање ромског дечака кроз приповедање Сандија, који је радо ишао у школу, али је био принуђен да се сналази на начине познате деци одраслој без оца у сиромашној заједници. Ипак он одраста у младића вредног поштовања, и налази своје место у суседном Саблошчаку.
Избеглица Назад, Курд, нам даје још једну причу. Он прелази хиљаде километара и ко зна колико граница бежећи из ратног Ирака, постајући на том путу све мање човек који је кренуо из Мосула.
Последњи угао приче припада полицајцу из Загреба Планчићу, који долази у Међумурје противно својој вољи да ради на случају троструког убиства, које ће се на крају романа разрешити кад све четири приче буду испричане.
Роман је подељен у седам поглавља од којих шест имају назив једног страха, јер аутор на почетку приче каже: „Родиш се са страхом од гласних звукова и падања. Осталих стотину фобија научиш од ближњих. Нека те чувају од опасности, да. Али већина је ту само да збија шале са нашим животима.“

## Награде
- Роман 'Циганин, али најлепши' 2017. године библиотекари Градске књижнице Умаг прогласили су хрватском књигом деценије,
- Роман је награђен наградом 'Франом Галовићем' 2017. године,
- Награђен је и наградом 'Ксавер Шандор Ђалски' 2017. године,
- Крајем 2017. године роман је добио и своју позоришну адаптацију у загребачком ХНК.[3]